# 824년

## 연호
- 당(唐) 장경(長慶) 4년
- 일본(日本) 고닌(弘仁) 15년 / 덴초(天長) 원년

## 기년
- 당(唐) 목종(穆宗) 4년
- 신라(新羅) 헌덕왕(憲德王) 16년
- 발해(渤海) 선왕(宣王) 7년